# オビシメ
オビシメ（帯締、学名：Scarus obishime）は、スズキ目ベラ亜目ブダイ科の魚。種小名と和名は帯締めを意味し、本種のオスの体側中央にある黄色（白色）の横帯に由来する。

## 形態
- 全長70cm[2]。
- メスは黄色い体側で、後方に白色の縦帯がある[1]。
- オスは青地の体側で、中央に黄色（白色）の横帯があり、こぶが盛り上がる[3]。

かつてはアオブダイと同種とされていた。

## 生態
食性は不明だが、藻類を食べるとされる。
水深3-55mの岩礁域に生息する。
メスからオスに性転換する。オスは珍しい。

## 分布
小笠原諸島固有とされるが、八丈島でも発見されている。

## 人とのかかわり
葛西臨海水族園、男鹿水族館で飼育されている。